# سنط سيال
السنط السيال أو السَّيَال أو السنط الدمَّاع أو السنط الأحمر هو نوع نباتي شجري من جنس السنط من الفصيلة البقولية. شجرة السيال هي أحد أنواع السنط المنتجة للصمغ العربي.

## الموئل والانتشار
ينتشر هذا النوع في المشرق العربي ووادي النيل وصولاً إلى شرق إفريقيا.

## الوصف النباتي

### نبات السنط يعالج وظائف الكبد

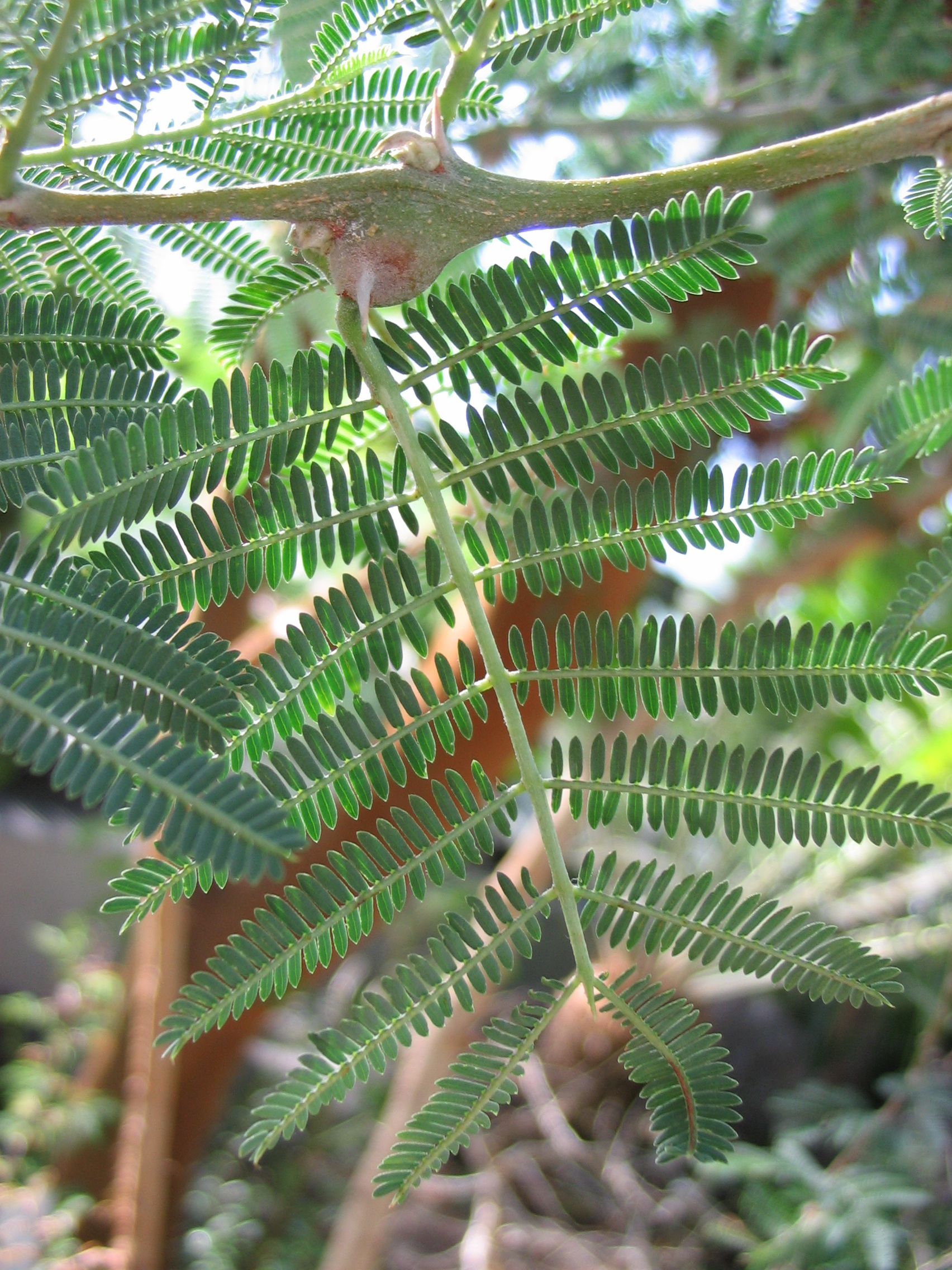
أوراق السنط السيال.

ثمة دراسة علمية حديثه أثبتت فعالية نبات السنط، الذي يدعى (ميموزا) في تحسين وظائف الكبد وحماية أنسجته من اللآثار الضارة الناجمة عن التسمم برابع كلوريد الكربون. فقد أكدت الدراسة التي أعدها فريق علمي تابع للمركز القومي للبحوث في القاهرة، أهمية الدور الوقائي للمستخلص الكحولي المائي لورق نبات السنط على التلفيات التي تصيب الكبد، والمتمثلة في احتقان الأوعية البابية والجار بابية، وتحلل خلايا الكبد في مناطق متعددة من الفصيصات الكبدية. وتبين من خلال التجارب والتحاليل العديدة التي أجراها الباحثون إيجابية مفعول المستخلص الكحولي المائي لورق السنط في انتظام وظائف الكبد وتراجع فرص الإصابة بالقصور في أي منها، بحسب وكالة الأنباء الكويتية. وأشارت الدراسة إلى أنه لم ينجم عن استخدام المستخلصات أي تغيرات «هستوباثولوجية أوهستوكيميائية أو بيوكيميائية، مما يعني استقرار الكبد وانتظام وظائفه». وأضافت الدراسة أن استخدام مستخلصات نبات السنط أدى إلى اختفاء الفراغات الدهنية في خلايا الكبد، والاحتقانات في الأوعية الكبدية المختلقة، فضلا عن تراجع الارتفاع في أنزيمات الكبد، مما يدل على تحسن أنسجته.